# اليانور سميث
اليانور سميث (بالإنجليزية: Lady Eleanor Smith)‏ (و. 1902 – 1945 م) هي صحفية، وروائية من المملكة المتحدة، والمملكة المتحدة لبريطانيا العظمى وأيرلندا، بدأت مشوارها المهني سنة 1930، توفيت في لندن، عن عمر يناهز 43 عاماً.

## وصلات خارجية
- اليانور سميث على موقع IMDb (الإنجليزية)
- اليانور سميث على موقع قاعدة بيانات الفيلم (الإنجليزية)

- اليانور سميث في قاعدة بيانات الأفلام على الإنترنت